# Кейси, Эдгар
Эдгар Кейси (англ. Edgar Cayce; 18 марта 1877, Хопкинсвилл, Кентукки, США — 3 января 1945, Вирджиния-Бич, Виргиния, США) — американский мистик, медиум и самопровозглашённый целитель. Кейси был автором нескольких тысяч стенографически записанных ответов (названных «чтениями») на самые разнообразные вопросы, начиная от диагнозов и рецептов для больных и заканчивая информацией о причинах гибели цивилизаций. Поскольку подавляющее их число было сделано им в особом состоянии транса, напоминающем сон, он получил прозвище «Спящий пророк».
Первым его биографом стал Томас Сюгру, перу которого принадлежит книга «Река жизни».

## Биография

### Кентукки (1877—1912)
Эдгар Кейси родился в семье фермера, в 8 милях от Хопкинсвилла, штат Кентукки, США:21. Первый признак незаурядности Эдгара проявился в 9 лет. Ему никак не удавалось правильно написать слово «хижина». Подобное затруднение на уроке вызвало хихиканье со стороны товарищей по классу и выговор со стороны родного дяди Люсьена — школьного учителя. Когда в тот день Эдгар вернулся из школы домой, то почувствовал, что дядя уже побывал там: отец ходил сердитый и оскорблённый. В тот же вечер в гостиной Кейси происходила угнетающая сцена, во время которой отец старался вдолбить в голову сына элементарные правила правописания, а тот, казалось, совершенно ничего не понимал или не хотел понимать. К 10 часам вечера отцовское терпение лопнуло: Лесли Кейси так дал сыну по уху, что тот свалился со стула. Очутившись на полу, как вспоминал потом Эдгар, он услышал голос: «Если ты немного поспишь, мы сможем помочь тебе». Кто это сказал, и откуда шёл голос, Кейси не знал, но он был уверен, что ясно слышал голос. После этого случая Эдгару достаточно было поспать, положив под голову любой учебник, чтобы знать его от корки до корки.
В 1893 году семья Кейси переехала в Хопкинсвилл и поселилась на Седьмой Западной улице. В этом же году Эдгар окончил восемь классов школы. В течение года работал у дяди на ферме. В 1894 году получил работу в книжном магазине.
В 1900 году в партнёрстве со своим отцом он организовал бизнес по продаже страховок, но заболел ларингитом, вследствие чего полностью потерял голос. Не в состоянии работать, он жил у родителей около года. Далее он решил заняться фотографией, так как это не требовало напряжения голоса — и стал учеником в мастерской У. Р. Боулза в Хопкинсвилле.
В 1901 году в Хопкинсвиллском оперном театре выступал некий гипнотизёр Харт. Он услышал о болезни Кейси и предложил за 200 $ его излечить. Эдгар согласился — и голос действительно вернулся к нему во время гипнотического сеанса, но исчез при пробуждении. И как ни старался Харт внушить Кейси, чтобы тот продолжал говорить после пробуждения, всё было безуспешно.
Так как Харт уехал давать представления по другим городам, он не мог дальше лечить Кейси. Однако местный гипнотизёр, Эл Лейн, пообещал им заняться. В трансе Эдгар описал свою собственную болезнь и способ её лечения. При этом он говорил не «я», а «мы». По его утверждению, голос пропал вследствие «частичного паралича мышц гортани и голосовых связок» и мог восстановиться за счёт усиления кровообращения в поражённых тканях. Лейн внушил ему увеличение кровотока, и действительно, шея и грудь Кейси стали ярко-красными. Спустя 20 минут, находясь в трансе, Кейси объявил лечение законченным. После пробуждения голос к нему вернулся.
Далее Кейси и Лейн принялись лечить местных жителей — Кейси впадал в транс и выдавал советы по их лечению. Постепенно они перешли на заочную форму лечения — достаточно было просто указать местонахождение больного и его имя, а Кейси говорил диагноз и лечение. Он вскоре стал очень популярным и люди со всего мира стали обращаться за его советами по почте.

### Алабама (1912—1925)

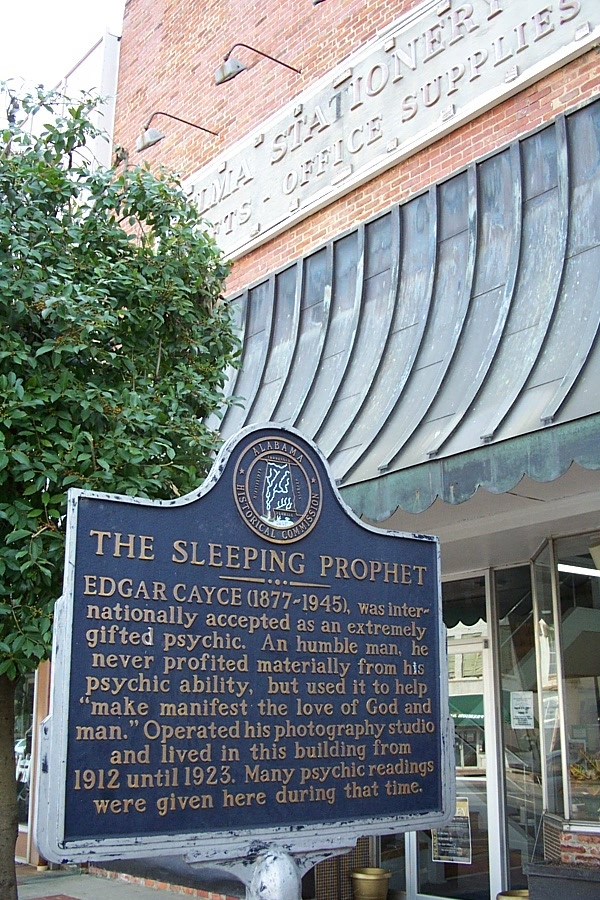
Здание в Сельме, Алабама, где Кейси жил и работал с 1912 по 1923.

Кейси был последователем протестантского течения «Ученики Христа». Он каждый день читал Библию, выступал с лекциями в воскресной школе и помогал другим, когда его только просили.
Известность Кейси росла, но он никогда не стремился извлечь выгоду из своего мистического дара. Его жена и старший сын со временем заменили Лейна. Кроме того, появилась секретарь, Глэдис Дэвис, которая стенографировала «чтения» Кейси.
В 1923 году Артур Ламмерс, богатый издатель, предложил ему прокомментировать некоторые философские понятия. В трансе Кейси рассказал о реинкарнации, хотя этого не было в христианской доктрине. О реинкарнации Кейси говорил ещё во многих других своих пророчествах-чтениях.
В нескольких чтениях Эдгару настоятельно было заявлено, что ему следует перебраться в Вирджиния-Бич, штат Виргиния.

### Виргиния (1925—1945)

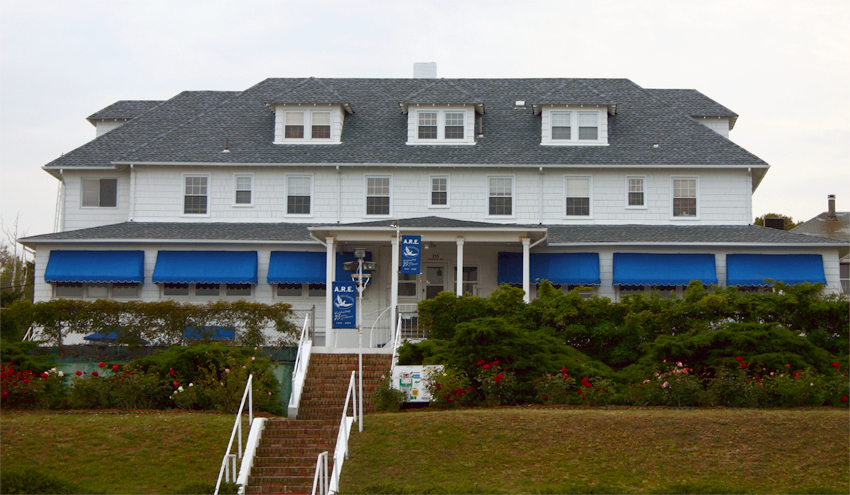
Госпиталь Кейси в 2006.

В это время Кейси уже был профессиональным медиумом с небольшим штатом работников и добровольцев. Откровения в этот период были, в основном, на оккультные темы. При спонсорской поддержке Мортона Блюмменталя в 1929 году в Вирджиния-Бич был основан госпиталь Кейси, а в 1931 году была образована Ассоциация для исследований и просвещения.
В сентябре 1943 года Кейси приобрёл общенациональную известность благодаря статье «Чудесный человек из Вирджиния-Бич», опубликованной в журнале «Coronet».
Кейси предсказывал войны, землетрясения, революции. Он говорил о прошлых жизнях, о древней истории Израиля, о погибшей цивилизации Атлантиды. Множество диагнозов и предсказаний Кейси подтверждались, что озадачивало скептиков.
Кейси умер 3 января 1945 года в возрасте 67 лет. Последними его словами были: «Как же наш мир сейчас нуждается в Боге». Его похоронили в Хопкинсвилле.

## Критика
Кейси неоднократно делал неудачные предсказания:
- Гитлер объединит всю Европу в общее демократическое государство.[23]
- Во второй половине 1940-х годов, после Гражданской войны, в Китае победят сторонники демократии американского образца.[23][K 7]
- В конце 1960-х годов Атлантида вновь поднимется из вод Атлантического океана.[25][K 8]

Кейси называли «спящим пророком», потому что он закрывал глаза и казался вошедшим в транс во время предсказаний. К моменту своей смерти он оставил тысячи отчётов о прошлых жизнях и всевозможных заболеваниях… По словам Дейла Берштейна «эти документы сами по себе бесполезны», потому что невозможно узнать, что Кейси определил с помощью паранормальных способностей, что сообщили ему помощники, а что было результатом простого наблюдения. Короче говоря, единственные свидетельства паранормальных способностей Кейси бесполезны в плане доказательства его возможностей. Вера в способности Кейси была основана на большом количестве предсказаний и приписываемой им эффективности. На самом деле ничего, кроме отзывов пациентов, нет. Никоим образом не удалось продемонстрировать, что Кейси опирается на сверхъестественные силы, а не на эффект плацебо, даже в тех случаях, когда ему удавалось достичь бесспорного успеха.— Из книги Энциклопедия заблуждений

## Комментарии
1. ↑  "Career: Psychic diagnostician, 1901—1945."[3]
2. ↑  "American self-proclaimed faith healer and psychic."[4]
3. ↑  "Cayce's work is important to the history of the Modern Esoteric Tradition in that it formed a bridge between theosophy and the New Age".[17]
4. ↑  Историк эзотеризма Пол Джонсон писал: «Изучающие „чтения“ Кейси обнаружат в них общую со Штейнером основу во многих областях. В воображаемых исследованиях доисторической эпохи оба провидца подтверждают многое из теософской схемы антропогенезиса, описанной в „Тайной доктрине“».[18]
5. ↑  «Судьба России для Кейси была как наваждение, ибо он считал, что мир на Земле зависит от этого непредсказуемого "бурого медведя"».[21]
6. ↑  "He spent almost a half century using his powers to help needy persons who consulted him."[3]
7. ↑  «Он [Кейси] явно ошибся только два раза, неверно оценив мотивы Гитлера и предсказав скорый демократический исход событий в Китае».[24]
8. ↑  «Посейдонис будет одним из первых участков Атлантиды, который поднимется на поверхность… и ожидается это скоро — в 1968—1969 годы или в не столь отдалённом от этих лет будущем. ([Чтение] 958-3; 28 июня 1940 г.)».[26]

### Научные публикации
- Edgar Cayce (англ.). Encyclopædia Britannica Online. Encyclopædia Britannica Inc. (10 февраля 2015). Дата обращения: 10 июня 2015.
- Encyclopedia of Occultism & Parapsychology / Leslie Shepard, ed. — 3-е изд. — Detroit: Gale Research Inc., 1991. — Vol. 1. — P. 263. — 2008 p. — ISBN 0810349159.
- Bowden H. W. Dictionary of American Religious Biography. — Second edition. — Westport, Ct: Greenwood Press, 1993. — P. 106. — 686 p. — ISBN 0313278253.
- Cerminara G[англ.]. Many mansions. — Reprint. — New York: Signet, 1988. — 291 p. — ISBN 9780451168177.
- Hammer O. Claiming Knowledge: Strategies of Epistemology from Theosophy to the New Age. — Переиздание 2001. — Boston: Brill, 2003. — 550 p. — (Studies in the history of religions). — ISBN 9789004136380.
- Johnson K. P.[англ.]. Edgar Cayce in Context. The Readings: Truth and Fiction. — New York: SUNY Press, 1998. — ISBN 0791439054.
- Lucas Phillip. The Association for Research and Enlightenment // America's Alternative Religions / Под ред. Timothy Miller. — Albany, New York: SUNY Press, 1995. — P. 353—361. — 474 p. — (SUNY series in religious studies). — ISBN 9780791423974.
- Melton J. G. The Encyclopedia of Religious Phenomena. — Visible Ink Press, 2008. — 380 p. — ISBN 9781578592098.
- Schorey S. T. Sleeping Prophet: the Life and Legacy of Edgar Cayce // Handbook of the Theosophical Current / Под ред. O. Hammer, M. Rothstein. — Boston: Brill, 2013. — P. 135—150. — 506 p. — (Brill Handbooks on Contemporary Religion). — ISBN 9789004235960.
- Кэрролл Р. Т. Кейси, Эдгар // Энциклопедия заблуждений: собрание невероятных фактов, удивительных открытий и опасных поверий = The skeptic's dictionary: a collection of strange beliefs, amusing deceptions, and dangerous delusions. — М.: Издательский дом «Вильямс», 2005. — 672 с. — ISBN 5-8459-0830-2.

### Публикации сторонников и последователей
- Прийма А. К. Эдгар Кейси. — М.: Олимп, 1998. — 208 с. — (Великие пророки). — 5000 экз. — ISBN 5-7390-0062-0.
- Рейли Гарольд Дж. Безлекарственная терапия: рецепты Эдгара Кейси. — СПб.: Будущее Земли, 2005. — 448 с. ISBN 5-94432-049-4.
- Сюгру Т.[англ.]. Река жизни. История великого ясновидящего Эдгара Кейси. — М.: Прогресс, 1994. — 392 с.
- Тодесчи Кевин Дж. Эдгар Кейси и Хроники Акаши. — М.: «София», 1998. — 256 с.
- Тодесчи Кевин Дж. Эдгар Кейси о реинкарнации и семейной карме. — М.: София, 2011. — 256 с. ISBN 978-5-399-00256-9.
- Bro, Harmon H. A Seer Out of Season: The Life Of Edgar Cayce. St. Martin’s Press, 1996. ISBN 0-312-95988-5.
- Bro M. H. Miracle Man of Virginia Beach (англ.) // Coronet : журнал. — Chicago, IL: Hearst Corp., 1943.
- Cayce E. E. Edgar Cayce on Atlantis / Под ред. H. L. Cayce. — New York: Warner Books, 1968. — 170 p. — (Edgar Cayce Series). — ISBN 9780446351027.
- Stearn J. Edgar Cayce: The Sleeping Prophet. — New York: Doubleday, 1967. — 280 p.

### Прочие публикации
- Кейси Эдгар. Моя жизнь провидца / Пер. с англ. А. Н. Степановой. — М.: Эксмо, 2014. — 480 с. — ISBN 9785699595167.